# Клепиков Олександр Григорійович
Клепиков Олександр Григорійович (23 травня 1950 — 26 лютого 2021) — російський академічний веслувальник.
Олімпійський чемпіон 1976 року в складі розпашної четвірки зі стерновим.
Чемпіон світу 1975 року в складі розпашної четвірки зі стерновим, срібний призер 1977 року в складі вісімки.